# Bistum Roseau
Das Bistum Roseau (lat.: Dioecesis Rosensis) ist eine römisch-katholische Diözese mit Sitz in Roseau auf Dominica.

## Geschichte
Papst Pius IX. gründete am 30. April 1850 das Bistum aus Gebietsabtretungen des Apostolischen Vikariats Trinidad und unterstellte es diesem als Suffraganbistum. Von 1903 bis in die 1980er Jahre wurde die Seelsorge vor allem von Redemptoristen, zumal von flämischen Redemptoristen, getragen.
Am 16. Januar 1971 verlor das Bistum Roseau Teile seines Territoriums zugunsten des neuerrichteten Bistums Saint John’s. Am 18. November 1974 wurde es der Kirchenprovinz Castries zugeordnet.

## Seelsorge
Die Priester werden seit 1997 in der Seelsorge durch ehrenamtliche Seelsorgehelfer (Lay Associates in Pastoral Care) unterstützt. Jeder Lay Associate in Pastoral Care (LAPC) wird nach Abschluss seiner Ausbildung vom Bischof mit seinem Dienst beauftragt.

## Bischöfe
- Michael Monaghan (16. Februar 1851–14. Juli 1855, verstorben)
- Michel-Désiré Vesque (14. Oktober 1856–10. Juli 1858, verstorben)
- René-Charles-Marie Poirier CIM (12. November 1858–23. April 1878, verstorben)
- Michael Naughten (1880–4. Juli 1900, verstorben)
- Philip Schelfhaut CSsR (16. März 1902–1921, verstorben)
- Giacomo Moris CSsR (4. März 1922–4. Juni 1957, verstorben)
- Arnold Boghaert CSsR (4. Juni 1957–29. November 1993, verstorben)
- Edward Joseph Gilbert CSsR (1. Juli 1994–21. März 2001, dann Erzbischof von Port of Spain)
- Gabriel Malzaire (10. Juli 2002–11. Februar 2022, dann Erzbischof von Castries)
- Kendrick John Forbes (seit 2. Mai 2024)